# Arciso Artesiani
Arciso Artesiani (Marzabotto, 22 de enero de 1922-Bolonia, 16 de marzo de 2005) fue un piloto de motociclismo italiano que compitió en el Campeonato del Mundo de Motociclismo desde 1949 hasta 1951.

## Biografía
Su carrera en el motociclismo internacional comenzó al final de la Segunda Guerra Mundial con una Moto Guzzi 500. Al siguiente año entra en el mundo de la competición ganado ocho carreras y en 1947 diputó la Segunda Categoría del Campeonato Italiano. En esta temporada consigue su título el con una Gilera Saturno y consigue la victoria en el Gran Premio de las Naciones, aún fuera del Mundial de Motociclismo. En 1948, consigue su tercer puesto en el Campeonato Italiano y consigue las victorias en Lugano y Treviso con una Gilera 500.
En 1949 la Casa de Arcore lo fichó para correr en el recién nacido Mundial de Moticiclismo con una 500cc de cuatro cilindros. Terminó el campeonato en el tercer puesto, por detrás de Graham y su compañero de equipo Pagani, con tres segundos puestos y un tercero.
En 1950 Artesiani pasa a MV Agusta y se pone a la órdenes del ingeniero Piero Remor. La moto demostró no estar en las expectativas y por diferentes causas, la máquina tiene muchos problemas técnicos (suspensión, transmisión y un engorroso control de la caja de cambios), por lo que Artesiani tan solo consigue dos podios en los siguientes dos años. También consigue la victoria en la Milán-Taranto de 1951 (clase, además, que vio a Artesiani como el único participante). 
Después de retirarse se dedicó a la gestión de un centro de ventas y servicios en Bolonia, junto con su hermano. Murió a los 83 años debido a un ataque al corazón.

## Estadísticas
Sistema de puntuación 1950 hasta 1968
| Posición | 1 | 2 | 3 | 4 | 5 | 6 |
| Puntos   | 8 | 6 | 4 | 3 | 2 | 1 |

Los 5 mejores resultados se contaban hasta 1955.
(carreras en cursiva indica vuelta rápida)
| Año  | Clase | Equipo    | 1       | 2       | 3       | 4      | 5       | 6     | 7     | 8       | Pts | Pos |
| ---- | ----- | --------- | ------- | ------- | ------- | ------ | ------- | ----- | ----- | ------- | --- | --- |
| 1949 | 500cc | Gilera    | IOM Ret | SUI 2   | NED 3   | BEL 2  | ULS Ret | NAT 2 |       |         | 25  | 3º  |
| 1950 | 500cc | MV Agusta | IOM -   | NED 5   | BEL Ret | SUI 12 | ULS -   | NAT 3 |       |         | 6   | 8º  |
| 1951 | 500cc | MV Agusta | ESP 3   | SUI Ret | IOM -   | BEL -  | NED Ret | FRA - | ULS - | NAT Ret | 4   | 13º |